# 道峰車両事業所
道峰車両事業所（トボンしゃりょうじぎょうしょ、ハングル:도봉차량사업소）は、ソウル交通公社が保有する車両基地である。主に7号線で使用されている車両（7000系、SR000系）の保守・管理をしている。

## 管理車両
- 7000系
- SR000系
- 6000系（一部のみ）

## 周辺
- 長岩駅